# Brachistus
Brachistus ist eine Pflanzengattung aus der Familie der Nachtschattengewächse (Solanaceae). Sie besteht aus drei Arten, die in Mexiko und Mittelamerika verbreitet sind.

## Beschreibung

### Vegetative Merkmale
Die Brachistus-Arten sind Sträucher oder zwischen 2 und 6 (selten bis 9) m hohe und an der Basis bis zu 7 cm starke Bäume. Die auffällige Behaarung besteht aus einfachen oder köpfchenförmigen Trichomen, letztere bestehen aus einem langen Stiel und einem einzelligen Kopf und sind langgestreckt oder kelchförmig, in Ausnahmefällen sind auch verzweigte Trichome zu finden.
Die Laubblätter sind häufig ungleichförmig gestaltet, die Blattspreiten sind eiförmig oder breit eiförmig, 5 bis 19 × 3,5 bis 11 cm groß. Die Spitze ist scharf zugespitzt, die Basis abgeschnitten oder herzförmig. Die Blattstiele sind 1,5 bis 7 cm lang.

### Blütenstände und Blüten
Die in Blattachseln stehenden Blütenstände sind aus (3) 5 bis 10 (15) Blüten bestehende Büschel, die gelegentlich an bis zu 3 mm langen Blütenstandstielen stehen. Nur in Ausnahmefällen stehen die Blüten auch einzeln.
Die kleinen Blüten sind geruchlos und stehen an 8 bis 19 mm Blütenstielen. Der Kelch ist 1,5 bis 5,8 mm lang, der Rand ist fünfkantig oder mit fünf Zähnen oder Zipfeln versehen. Diese sind dreieckig und so lang wie die becherförmige Kronröhre oder aber zu sehr kurzen Zähnen reduziert. Die gelbe, mit gelb-grünen Nerven durchzogene Krone ist 7 bis 18 mm lang und in fünf Segmente geteilt, die länger als die glockenförmige Kronröhre, oder auch leicht kürzer als diese sind. Die Segmente sind etwa zweimal so lang wie breit, die Ränder sind etwas gebogen. In der Kronröhre befindet sich etwa in der Mitte ein Ring aus Trichomen.
Die Staubfäden der Staubblätter sind in etwa in der Mitte der Kronröhre oder etwas höher mit dieser verwachsen, die Staubbeutel sind 2,2 bis 3 mm lang und länger als der frei stehende Teil der Staubfäden.

### Früchte und Samen
Die Früchte sind kugelförmige oder beinahe kugelförmige, rote bis orange Beeren, die eingedrückt sein können, das Perikarp ist fleischig mit einigen Steinzellen. Die Beeren haben einen Durchmesser von etwa 10 mm und enthalten etwa 100 Samen. Die Früchte sind vollständig oder fast vollständig von dem sich vergrößernden Kelch umgeben. Die Samen sind fast kugelförmig-abgeflacht und eingedrückt (0,9) 1 bis 1,4 mm lang, die Oberfläche ist wabenartig mit flachen Zellen strukturiert. Das Embryo ist kreisförmig gebogen, die Keimblätter sind kürzer als das restliche Embryo, das Endosperm ist ausreichend ausgeprägt.

## Vorkommen
Die Arten der Gattung wachsen an Bergen in den Regenwäldern Mexikos und Mittelamerikas in Höhen von 800 bis 2.000 m. Brachistus stramoniifolius ist dabei die am weitesten verbreitete Art.

## Systematik
Die Gattung besteht aus drei Arten:
- Brachistus knappiae Mont.-Castro & Sousa-Peña: Sie kommt von Costa Rica bis Panama vor.[2]
- Brachistus nelsonii (Fernald) D’Arcy, J.L. Gentry & Averett (Syn.: Brachistus affinis (Morton) D’Arcy, J.L. Gentry & Averett): Sie kommt vom südlichen Mexiko bis Panama vor.[2]
- Brachistus stramoniifolius (Kunth) Miers: Sie kommt von Mexiko bis Panama vor.[2]

Die Typusart ist Brachistus stramoniifolius. Lange Zeit (bis etwa 1969, als Armando Hunziker die Arten als eigenständige Sektion den Witheringia zuordnete) waren die Abgrenzungen der Gattung recht ungenau definiert, so dass ihr oftmals auch Arten der Gattungen Paprika (Capsicum), Athenaea und Witheringia zugeordnet wurden. 1981 wurde den Arten erneut der Gattungsstatus zugesprochen, damit erstmals mit den heute gültigen Umfang.